# Copa Intertoto da UEFA de 2007
A Copa Intertoto 2007 foi a 13ª edição da Copa Intertoto da UEFA.

## 1ª Rodada
| Equipe 1         | Total | Equipe 2                   | 1.º jogo | 2.º jogo |
| ---------------- | ----- | -------------------------- | -------- | -------- |
| Cliftonville FC  | 2-1   | Dinaburg FC                | 1-1      | 1-0      |
| Hammarby IF      | 3-1   | KÍ Klaksvík                | 1-0      | 2-1      |
| FC Honka Espoo   | 4-2   | TVMK                       | 0-0      | 4-2      |
| Valur            | 1-2   | Cork City                  | 0-2      | 1-0      |
| FK Vėtra         | 6-62  | Llanelli AFC               | 3-1      | 3-5      |
| FC Tobol         | 3-2   | FC Zestaponi               | 3-0      | 0-2      |
| FC Shakhtyor     | 4-3   | Ararat Yerevan             | 4-1      | 0-2      |
| FK Baku          | 2-23  | FC Dacia Chișinău          | 1-1      | 1-1      |
| FC Differdange   | 0-5   | Slovan Bratislava          | 0-2      | 0-3      |
| Gloria Bistriţa1 | 3-2   | FK Grbalj                  | 2-1      | 1-1      |
| NK Zagreb        | 2-22  | Vllaznia Shkodër           | 2-1      | 0-1      |
| Ethnikos Achnas  | 1-2   | FK Makedonija Ğorče Petrov | 1-0      | 0-2      |
| Birkirkara FC    | 1-5   | NK Maribor                 | 0-3      | 1-2      |
| UE Sant Julià1   | 4-6   | lavija Istočno Sarajevo    | 2-3      | 2-3      |

- 1- Estes clubes foram apurados devido às desistências da Escócia e da Noruega, respectivamente.
- 2- Desempate por golos fora.
- 3- Penaltis: 1-3.

## 2ª Rodada
| Equipe 1                   | Total | Equipe 2          | 1.º jogo | 2.º jogo |
| -------------------------- | ----- | ----------------- | -------- | -------- |
| FC Honka Espoo             | 3-31  | Aalborg           | 2-2      | 1-1      |
| FK Vėtra                   | 2     | Legia Varsóvia    | 3-02     | 2        |
| KAA Gent                   | 6-0   | Cliftonville FC   | 2-0      | 4-0      |
| Cork City                  | 1-2   | Hammarby IF       | 1-1      | 0-1      |
| FC Dacia Chișinău          | 1-13  | FC S. Gallen      | 0-1      | 1-0      |
| Zalaegerszegi TE           | 0-5   | FC Rubin Kazan    | 0-3      | 0-2      |
| Rapid Viena                | 3-2   | Slovan Bratislava | 3-1      | 0-1      |
| Chornomorets Odessa        | 6-2   | FC Shakhtyor      | 4-2      | 2-0      |
| FC Tobol                   | 3-1   | Slovan Liberec    | 1-1      | 2-0      |
| lavija Istočno Sarajevo    | 0-3   | Oţelul Galaţi     | 0-0      | 0-3      |
| FK Makedonija Ğorče Petrov | 0-7   | Cherno More Varna | 0-4      | 0-3      |
| NK Maribor                 | 2-5   | FK Hajduk Rodic   | 2-0      | 0-5      |
| Trabzonspor                | 10-0  | Vllaznia Shkodër  | 6-0      | 4-0      |
| Maccabi Haifa              | 2-24  | Gloria Bistriţa   | 0-2      | 2-0      |

- 1- Desempate por golos fora.
- 2- Jogo da 1ª mão interrompido ao intervalo, com FK Vėtra a ganhar por 2-0, devido a distúrbios do Legia Varsóvia. O jogo não prosseguiu. A UEFA decidiu que o Legia Varsóvia seria expulso da competição e foi atribuída uma vitória de 3-0 ao FK Vėtra na 1ª mão. FK Vėtra avança à 3ª rodada.
- 3- Penaltis: 3-0.
- 4- Penaltis: 3-2.

## 3ª Rodada
| Equipe 1            | Total | Equipe 2         | 1.º jogo | 2.º jogo |
| ------------------- | ----- | ---------------- | -------- | -------- |
| FK Vėtra            | 0-6   | Blackburn Rovers | 0-2      | 0-4      |
| Hammarby IF         | 1-12  | FC Utrecht       | 0-0      | 1-1      |
| KAA Gent            | 2-3   | Aalborg          | 1-1      | 1-2      |
| FC Tobol            | 2-0   | OFI Creta        | 1-0      | 1-0      |
| FC Dacia Chișinău   | 1-5   | Hamburgo         | 1-1      | 0-4      |
| Chornomorets Odessa | 1-3   | Lens             | 0-0      | 1-3      |
| Rapid Viena         | 3-1   | FC Rubin Kazan   | 3-1      | 0-0      |
| FK Hajduk Rodic     | 2-41  | União Leiria     | 1-0      | 1-41     |
| Cherno More Varna   | 0-2   | Sampdoria        | 0-1      | 0-1      |
| Gloria Bistriţa     | 2-22  | Atlético Madrid  | 2-1      | 0-1      |
| Oţelul Galaţi       | 4-2   | Trabzonspor      | 2-1      | 2-1      |

- 1- Após prolongamento na partida da 2ª mão.
- 2- Desempate por golos fora.

Os vencedores transitam à 2ª pré-eliminatória da Taça UEFA 2007/08.